# Поромівська сільська територіальна громада
Поромівська сільська територіальна громада — територіальна громада України, у Володимирському районі Волинської області. Адміністративний центр — село Поромів.
Площа громади —  км², населення —  мешканців (2018).

## Історія
Утворена 9 серпня 2016 року шляхом об'єднання Бужанківської та Поромівської сільських рад Іваничівського району.
4 серпня 2017 добровільно приєдналися Морозовичівська та Старолішнянська сільські ради Іваничівського району.
Склад громади підтверджено рішенням Кабінету Міністрів України від 12 червня 2020 р. № 708-р у складі Бужанківської, Морозовичівської, Поромівської та Старолішнянської сільських рад Іваничівського району.
19 липня 2020 року, в результаті адміністративно-територіальної реформи та ліквідації  Іваничівського району, громада увійшла до новоутвореного Володимир-Волинського району (від 18 липня 2022 Володимирського).

## Населені пункти
До складу громади входять 18 сіл: Будятичі, Бужанка, Бортнів, Верхнів, Волиця-Морозовицька, Іванів, Космівка, Лежниця, Михалє, Млинище, Морозовичі, Нова Лішня, Осмиловичі, Поромів, Русовичі, Стара Лішня, Цуцнів та Шахтарське.